# خوسيه أنتونيو كاسترو
خوسيه أنتونيو كاسترو (بالإسبانية: José Antonio Castro González)‏ (مواليد 11 أغسطس 1980) هو لاعب كرة قدم. يلعب مع منتخب المكسيك لكرة القدم. سبق له أن لعب في كأس العالم لكرة القدم مع منتخب بلاده.

## روابط خارجية
- خوسيه أنتونيو كاسترو على موقع الاتحاد الدولي (مؤرشف)  (الإنجليزية)
- خوسيه أنتونيو كاسترو على موقع قاعدة بيانات كرة القدم.إي يو (الإنجليزية)
- خوسيه أنتونيو كاسترو على موقع بيانات كرة القدم. دي إي (الألمانية)
- خوسيه أنتونيو كاسترو على موقع ناشيونال فوتبول تيمز (الإنجليزية)
- خوسيه أنتونيو كاسترو على موقع Soccerway.com (الإنجليزية)